# Јак
Јак (лат. Bos grunniens) врста је крупног говеда, која може укључујући грбу на леђима да достигне висину од 1,8 m, а тежину од 1.000 kg. Тело му је покривено дугом, густом длаком, која висећи ресасто са бока сеже до чланака. Живи на висоравнима Тибета и Сечуана (Кина) и у Индији, на надморским висинама од преко 4.000 m. Станишта врсте су планине, травна вегетација, тундра, језера и језерски екосистеми и пустиње. 

## Домаћи јак
Јак (Bos grunniens) је одомаћен већ вековима, мада још увек у забаченим, неприступачним областима живе дивљи примерци (Bos mutus). Иако постоје битне разлике у величини између домаће и дивље пасмине, нема никаквих потешкоћа у њиховом узајамном парењу. Домаћи јак се користи за јахање и као теглећа животиња. Од њега се добија кожа, млеко и месо; од дугих длака се праве конопци, а од исушеног ђубрета огрев.

## Угроженост
Ова врста се сматра рањивом у погледу угрожености врсте од изумирања.

## Таксономија
Сматра се да се предак дивљег и домаћег јака удаљио од Bos primigenius у периоду између једног и пет милиона година. Дивљи јак се сада обично третира као засебна врста од домаћег јака (Bos grunniens).

## Опис
Дивљи јак је међу највећим постојећим врстама говеда. Одрасле јединке су високе на раменима од 1,6 до 2,05 m и теже 500-1.200 kg. Дужина главе и тела је 24 до 38 m (79 до 120 стопа), не рачунајући реп од 60 до 100 cm (24 до 39 инча). Женке су око једне трећине тежине и око 30% су мање у својим линеарним димензијама у поређењу са дивљим јаковима. Припитомљени јакови (Bos grunniens) су нешто мањи.
То су крупне животиње са гломазним оквиром, чврстим ногама и заобљеним расцепљеним копитима. За заштиту од хладноће, виме код женки и скротум код мужјака су мали и прекривени слојем длаке. Женке имају четири сисе. Оба пола имају дугу чупаву длаку, са густом вуненом подлаком на грудима, боковима и бутинама за изолацију од хладноће. Посебно код мужјака, ова поддлака може да формира дугачку „сукњу“ која може да допре до земље. Реп је дугачак и сличан коњском, а не чупав као репови говеда или бизона. Длака је типично црна или тамно смеђа, покрива већи део тела, са сивом њушком (иако су забележене неке дивље златно-браон јединке). Дивљи јакови са златном длаком познати су као дивљи златни јак. У Кини се сматрају угроженом подврстом, са процењеном популацијом од 170 која је остала у дивљини.
Идентификована су два морфолошка типа, такозвани Килијан и Кунлун.

## Распрострањеност и станиште
Дивљи јаки су се некада кретали до јужног Сибира источно од Бајкалског језера, али су изумрли у Русији око 17. века. Данас се дивљи јакови углавном налазе у северном Тибету и западном Ћингхају, а неке популације се протежу у најјужнијим деловима Синђијанга и у Ладаку у Индији. Мале, изоловане популације дивљег јака налазе се и даље, првенствено у западном Тибету и источном Ћингхају. У историјским временима, дивљи јакови су такође били пронађени у Бутану, али се сада тамо сматрају изумрли.
Примарно станиште дивљих јакова састоји се од висинских подручја без дрвећа између 3.000 и 5.500 m (9.800 и 18.000 стопа), у којима доминирају планине и висоравни. Најчешће се налазе у алпској тундри са релативно густим тепихом трава и шаша, а не у неплоднијим степским областима.
Сматрало се да је дивљи јак регионално изумро у Непалу 1970-их, али је поново откривен у Хумли 2014. године. Ово откриће је касније учинило да врста буде насликана на непалској валути.

### Понашање и екологија
Исхрана дивљих јакова се углавном састоји од трава и шаша, као што су Carex, Stipa, и Kobresia. Такође једу мању количину биља, зимског грмља и маховине, а чак је пријављено да једу лишајеве. Историјски гледано, главни природни грабежљивац дивљег јака био је хималајски вук, али хималајски црни медведи, хималајски мрки медведи и снежни леопарди су такође пријављени као грабежљивци у неким областима, вероватно младих или немоћних дивљих јакова.
Тубтен Џигме Норбу, старији брат 14. Далај Ламе, известио је о свом путовању од Кумбум у Амдоу до Ласе 1950. године:
Убрзо сам могао да својим очима видим огромна крда јакова. Поглед на те лепе и моћне звери које су од памтивека живеле на високим и неплодним висоравнима Тибета никада није престао да ме фасцинира. Некако ова стидљива створења успевају да се издрже на кржљавим коренима, што је све што природа пружа у тим крајевима. И какав је диван призор видети њихово велико крдо како у дивљем галопу падају главом низ степе. Земља се тресе под њиховим копитама и огроман облак прашине означава њихов пролаз. Ноћу ће се штитити од хладноће тако што ће се скупити заједно, са теладима у средини. Они ће стајати овако у снежној олуји, притиснути тако близу да се кондензација из њиховог даха диже у ваздух као стуб паре. Номади су повремено покушавали да младе јакове одгајају као домаће животиње, али им то никада није у потпуности успело. Некако када заживе заједно са људским бићима, изгледа да губе своју запањујућу снагу и моћ издржљивости; и уопште нису од користи као носеће животиње, јер их одмах боле леђа. Њихов дугорочни однос са људима је стога остао однос дивљачи и ловаца, јер је њихово месо веома укусно.— Тубтен Норбу, Тибет је моја земља
Дивљи јакови су животиње стада. Стада могу садржати неколико стотина јединки, иако су многа знатно мања. Стада се углавном састоје од женки и њихових младунаца, са мањим бројем одраслих мужјака. У просеку женке јакова пасу 100 m више од мужјака. Женке са младима обично бирају испашу на високим, стрмим падинама. Преостали мужјаци су или сами или се налазе у много мањим групама, у просеку око шест јединки. Групе се спуштају на ниже висине током зиме. Иако дивљи јаки могу постати агресивни када бране младе или током колотечине, они углавном избегавају људе и могу да беже на велике удаљености ако се покуша да им се приђе.

### Репродукција
Дивљи јакови се паре у лето и следећег пролећа рађају једно теле. Женке се обично теле сваке друге године.

## Конзервација
Дивљи јак је тренутно наведен као рањива врста на IUCN црвеној листи. Раније је била класификована као угрожена, али је 1996. године стављена на нижи степен на основу процењене стопе пада популације и тренутне величине популације. Најновија процена из 2008. сугерише да укупна популација није већа од 10.000 зрелих јединки.
Дивљи јак доживљава претње из неколико извора. Криволов, укључујући и комерцијални, остао је најозбиљнија претња; мужјаци су посебно погођени због својих усамљенијих навика. Узнемиравање и укрштање са стадима стоке је такође уобичајено. Ово може укључивати преношење болести које се преносе стоком, иако још увек нису пронађени директни докази за то. Сукоби са самим сточарима, као у превентивним убијањима и поморима из одмазде због отмице домаћих јакова од стране дивљих крда, такође се дешавају, али изгледа да су релативно ретки. Чини се да је недавна заштита од криволова посебно стабилизовала или чак повећала величину популације у неколико области, што је довело до пада ранга на IUCN списку 2008. У Кини и у Индији, врста је званично заштићена; у Кини је присутан у низу великих резервата природе.

## Утицај на људе
Дивљи јак је резервоар за зоонозе и бактеријског и вирусног порекла. Такве бактеријске болести укључују антракс, ботулизам, тетанус и туберкулозу.